# Brodnica (gmina w województwie wielkopolskim)
Brodnica – gmina wiejska w województwie wielkopolskim, w powiecie śremskim. W latach 1975–1998 gmina położona była w województwie poznańskim.
Siedziba gminy to Brodnica.
Największa miejscowość gminy to Manieczki
Według danych z 31 marca 2011, gminę zamieszkiwało 4902 osób.

## Struktura powierzchni
Według danych z roku 2002 gmina Brodnica ma obszar 95,86 km², w tym:
- użytki rolne: 69%
- użytki leśne: 28%

Gmina stanowi 16,68% powierzchni powiatu.

## Demografia

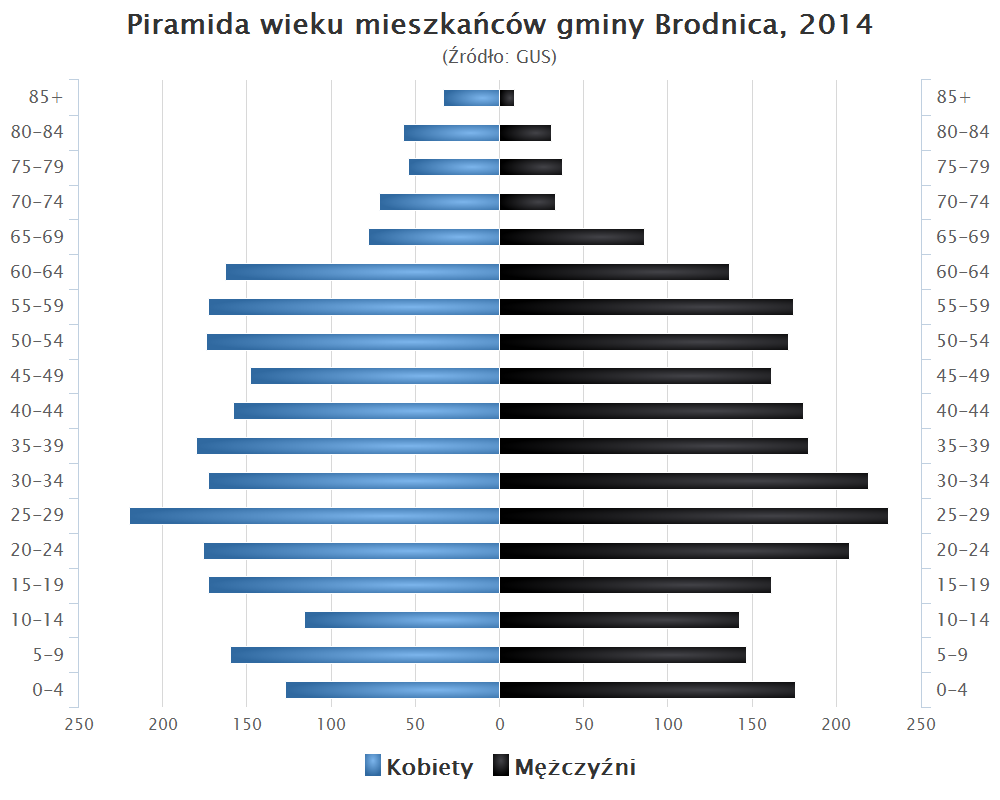
Piramida wieku mieszkańców gminy Brodnica w 2014 roku

Dane z 30 czerwca 2010:
| Opis                              | Ogółem | Ogółem | Kobiety | Kobiety | Mężczyźni | Mężczyźni |
| --------------------------------- | ------ | ------ | ------- | ------- | --------- | --------- |
| jednostka                         | osób   | %      | osób    | %       | osób      | %         |
| populacja                         | 4663   | 100    | 2335    | 50,2    | 2328      | 49,8      |
| gęstość zaludnienia (mieszk./km²) | 48,7   | 48,7   | 24,4    | 24,4    | 24,3      | 24,3      |

## Turystyka, przyroda
Gmina Brodnica posiada bogate walory przyrodnicze i krajobrazowe: dużo lasów (aż 28% powierzchni gminy, np. Żabińskie Góry), a w nich bogactwo zwierzyny łownej. 80% powierzchni gminy znajduje się w strefie ochrony chemicznej i pośredniej ujęcia wody pitnej w Mosinie. Gmina położona w starorzeczu Warty, który stanowi krajobraz o dużej wartości przyrodniczej. Teren bogaty w różnorodne gatunki flory i fauny. Większość obszaru gminy wchodzi w skład Rogalińskiego Parku Krajobrazowego. W dziewięciu miejscowościach gminy zlokalizowane są zespoły dworsko-pałacowe oraz 159 innych obiektów wpisanych do rejestru zabytków.

## Sąsiednie gminy
Czempiń, Mosina, Śrem